# Lepidina
Las lepidinas son alcaloides imidazólicos aislados de las semillas del berro (Lepidium sativum) (Brassicaceae). Se han aislado 4 lepidinas y todos son dímeros de 3-(1H-imidazol-2-ilmetil)fenol.

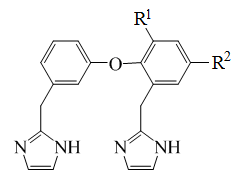
Lepidinas

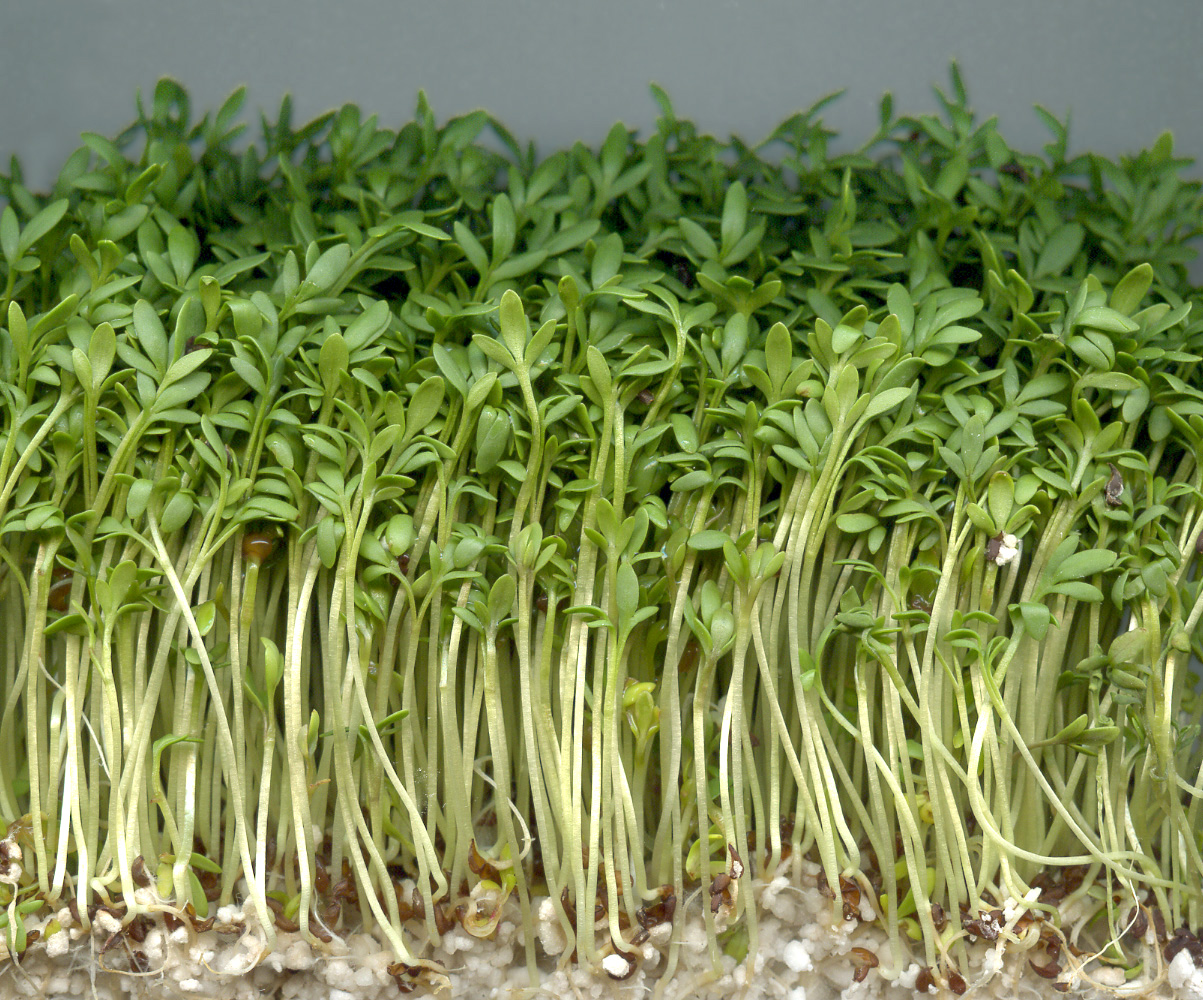
Berro Lepidium sativum